# Agostinho Neto
Ne doit pas être confondu avec Agostinho Neto (Sao Tomé-et-Principe).
Pour les articles homonymes, voir Neto.
António Agostinho Neto Kilamba, né le 17 septembre 1922 à Caxikane, Ícolo e Bengo, et mort le 10 septembre 1979 à Moscou, est un homme d'État angolais, premier président de la république populaire d'Angola et président du Mouvement populaire de libération de l’Angola.

## Biographie

### Jeunesse
Agostinho Neto est le fils d'un pasteur méthodiste. De 1944 à 1947, il effectue un stage aux services sanitaires de Luanda, puis il part étudier la médecine à l'université de Coimbra au Portugal et à Lisbonne. Dans la capitale coloniale portugaise, il fréquente le milieu des Angolais exilés. Neto fait partie d'un mouvement qui cherche à faire revivre la culture angolaise traditionnelle. En 1951, il co-fonde le Centre d'études africaines à Lisbonne avec Amílcar Cabral, Mário Pinto de Andrade et Francisco José Tenreiro ainsi que l'Union des écrivains angolais.
Associé aux mouvements de nationalistes africains et anti-fasciste, il est incarcéré à plusieurs reprises. Sa seconde détention, de 1955 à 1957, n'a pris fin qu'à la suite des soutiens de la part de Jean-Paul Sartre, François Mauriac, Louis Aragon, Simone de Beauvoir et Nicolás Guillén. Lors de ses derniers mois d'emprisonnement, il publie Quatro poemas de Agostinho Neto, dont les bénéfices servent à venir en aide aux familles de prisonniers politiques. Il obtient son diplôme de médecine en 1958. En 1959, il rentre en Angola et y installe un cabinet de consultations médicales.

### Combat pour l'indépendance
À son retour en Angola, face à la répression militaire portugaise, il écrit le poème O içar da bandeira (la levée de drapeau), un hymne au nationalisme héroïque angolais. Son militantisme l'envoie en prison en 1960, ce qui provoque un mouvement de protestation populaire au cours duquel les forces militaires tuent 30 civils (connu sous le nom de massacre de Icolo e Bengo). Il passe deux ans incarcéré au Cap-Vert (alors partie de l'Empire colonial portugais), puis au Portugal d'où il s'évade. S'exilant au Maroc, il dirige le Mouvement populaire de libération de l'Angola (MPLA), mouvement anti-colonialiste indépendantiste et marxiste angolais soutenu par l'URSS.
La Révolution des Œillets à Lisbonne en 1974 met fin au régime colonial et dictatorial de Marcelo Caetano, successeur de Salazar. La brutale répression de l'armée portugaise en Angola s'arrête. Les militaires, désormais au pouvoir à Lisbonne, offrent l'indépendance à la majorité des colonies portugaises. La date pour la déclaration de l'indépendance de l'Angola est fixée au 11 novembre 1975. Les autorités portugaises ne souhaitent pas, officiellement, choisir parmi les groupes militaires lequel obtiendra le pouvoir dans la nouvelle Angola indépendante. Des pourparlers sont engagés entre les trois principaux mouvements militaires (le MPLA, le FNLA et l'UNITA de Jonas Savimbi). Neto y représente le MPLA et cosigne les accords d'Alvor le 10 janvier 1975. Conformément à cet accord, un gouvernement de transition est mis sur pied le 31 janvier.

### Lutte pour le pouvoir
L'accord fait long feu. Neto considère que seul son mouvement de libération, le MPLA, est apte à donner le pouvoir au peuple angolais et à « bâtir une société où l'homme ne soit plus exploité par l’homme ». Les trois mouvements indépendantistes entrent en lice pour le pouvoir, projetant l'Angola dans la guerre civile. Neto ne perçoit pas comme tel le conflit ; pour lui, ce n’est que la phase finale de liquidation du colonialisme qui survit encore dans les deux mouvements d’opposition.
Le MPLA de Neto est alors soutenu depuis des années par l'union soviétique : l'URSS lui livre des armes et nombre de ses cadres ont été formés à Moscou. Neto rencontre alors un large soutien venu du gouvernement soviétique et du bloc de l'est, qui décide de le soutenir massivement en profitant de l'indifférence du gouvernement américain, alors marqué par la défaite au Vietnam. Neto reçoit en quelques mois d'importantes quantités d'armes, de munitions et de véhicules depuis les ports de Luanda et Cabinda. Un important pont aérien soviétique passant par d'autres pays africains du bloc de l'est ou sympathisants envers le MPLA (Congo Brazzaville, Bénin, Algérie, Tanzanie, Libye) double ces apports. Conseillers militaires et volontaires cubains font également leurs apparitions en Angola . 
L’appui logistique et militaire apporté par Cuba permet à Neto de prendre le dessus sur ses adversaires avant même l'indépendance : en aout 1975, le MPLA, mieux organisé de surcroît que ses adversaires contrôle Luanda, la capitale, la région pétrolifère stratégique de Cabinda et les trois quarts des capitales provinciales, sans toutefois parvenir à contrôler dans sa totalité l’Angola. Ces liens militaires et économiques étroits qu’il entretient avec Cuba et l'Union des républiques socialistes soviétiques, vont s’accroître avec le temps.
Le 11 novembre 1975, le Portugal offre l'indépendance de l'Angola, non pas à un gouvernement mais au peuple de l'Angola. Neto, qui est alors en position de force s’empresse de proclamer la république populaire d’Angola dont il se désigne président. La reconnaissance internationale du régime MPLA est rapide.

### Mise en place de la dictature
Tandis que la guerre civile continue avec le FNLA et l'UNITA soutenus par l'Afrique du sud, le Zaïre et les États-Unis, Neto met progressivement en place une dictature d’inspiration marxiste-léniniste, calquant le modèle soviétique. Neto érige le MPLA en parti unique, imposant à l’Angola un parti-État tout puissant ne tolérant aucune opposition externe. Les droits civiques les plus élémentaires sont bafoués et les organisations ou associations autonomes interdites.
En politique extérieure, Agostinho Neto et le régime issu du MPLA apportent leur assistance aux luttes de libération du Congrès national africain (ANC) et de l'Organisation du peuple du Sud-Ouest africain (Swapo) contre les régimes ségrégationnistes d’Afrique du Sud et de Namibie. En retour, l'Afrique du Sud, ainsi que les États-Unis et le Zaïre de Mobutu Sese Seko, tentent d’œuvrer au renversement du gouvernement angolais.
Quant aux médias, Neto les nationalise tous en 1976. Plus aucun organe de presse n’est libre. La liberté d’expression est, de fait, censurée par l’État qui cherche par ailleurs à contrôler les manifestations culturelles.
Le 27 mai 1977, Neto est victime d'une tentative de putsch, menée par Nito Alves (en), ancien ministre de l'Intérieur et meneur de l'aile dure du MPLA, composées de marxistes orthodoxes souhaitant accélérer l'alignement du pays au sein du bloc de l'est, et contestant la présence de Blancs et de métis dans le mouvement et le gouvernement. Neto défait Alves avec l'aide des cubains, qui cherchent selon Carrère d'Encausse à peser sur la situation en Angola pour ne pas être seulement les exécutants des intérêts de l'URSS, qui semblait encline à soutenir Alves. Neto purge ensuite le MPLA, et des dizaines de milliers de ses opposants sont arrêtés puis exécutés. Puis, invoquant la nécessité de lutter contre ces « fractionnaires », il s’octroie les pleins pouvoirs, et se rapproche de l'URSS, déclarant le MPLA « parti d'avant-garde ». Les relations commerciales entre les deux pays s'accroissent ensuite rapidement, et bien que Neto ne coupe pas totalement le pays des économies occidentales, à la fin des années 70 l'Angola est devenue un État client de l'URSS.

### Mort et postérité

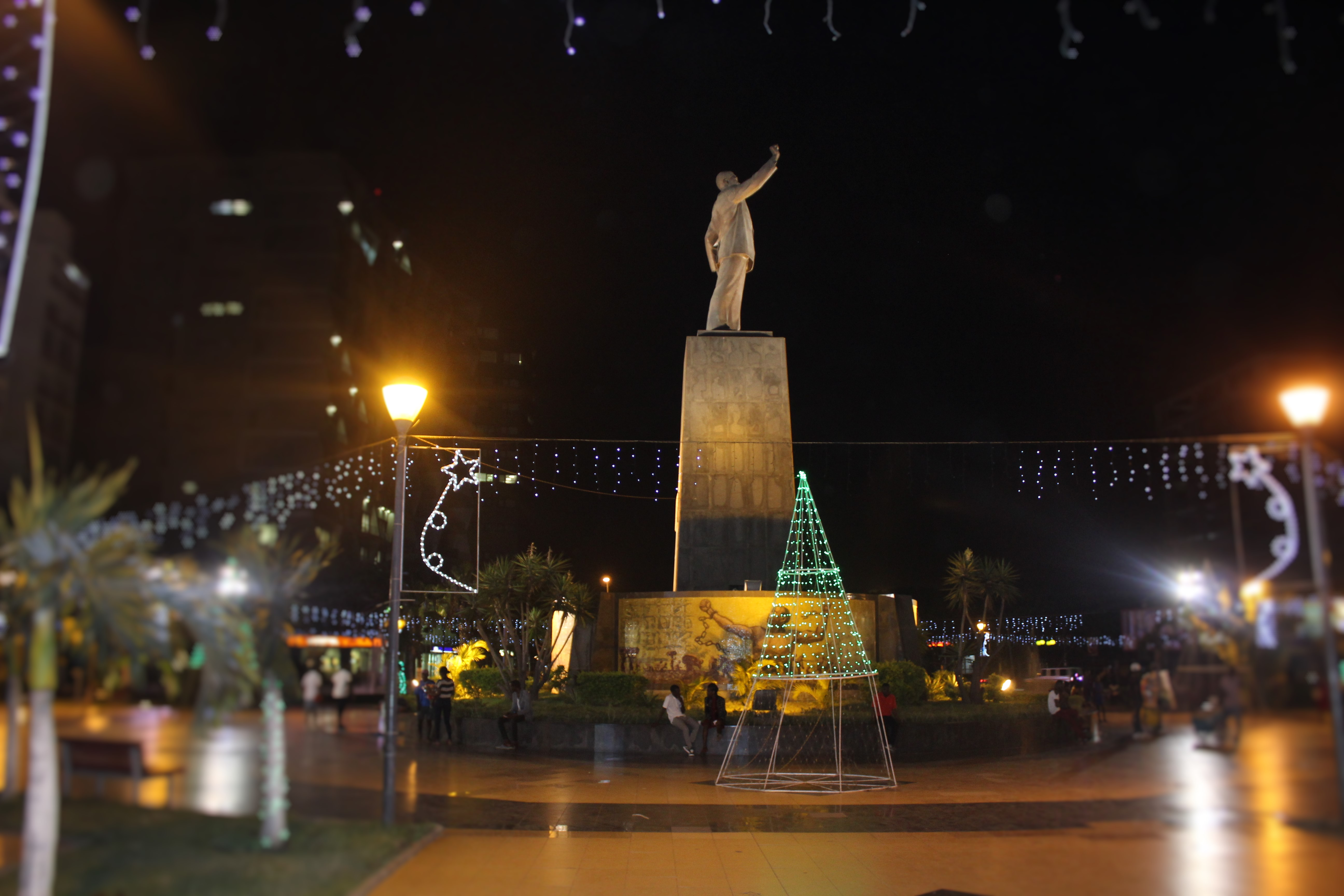
Statue à Luanda.

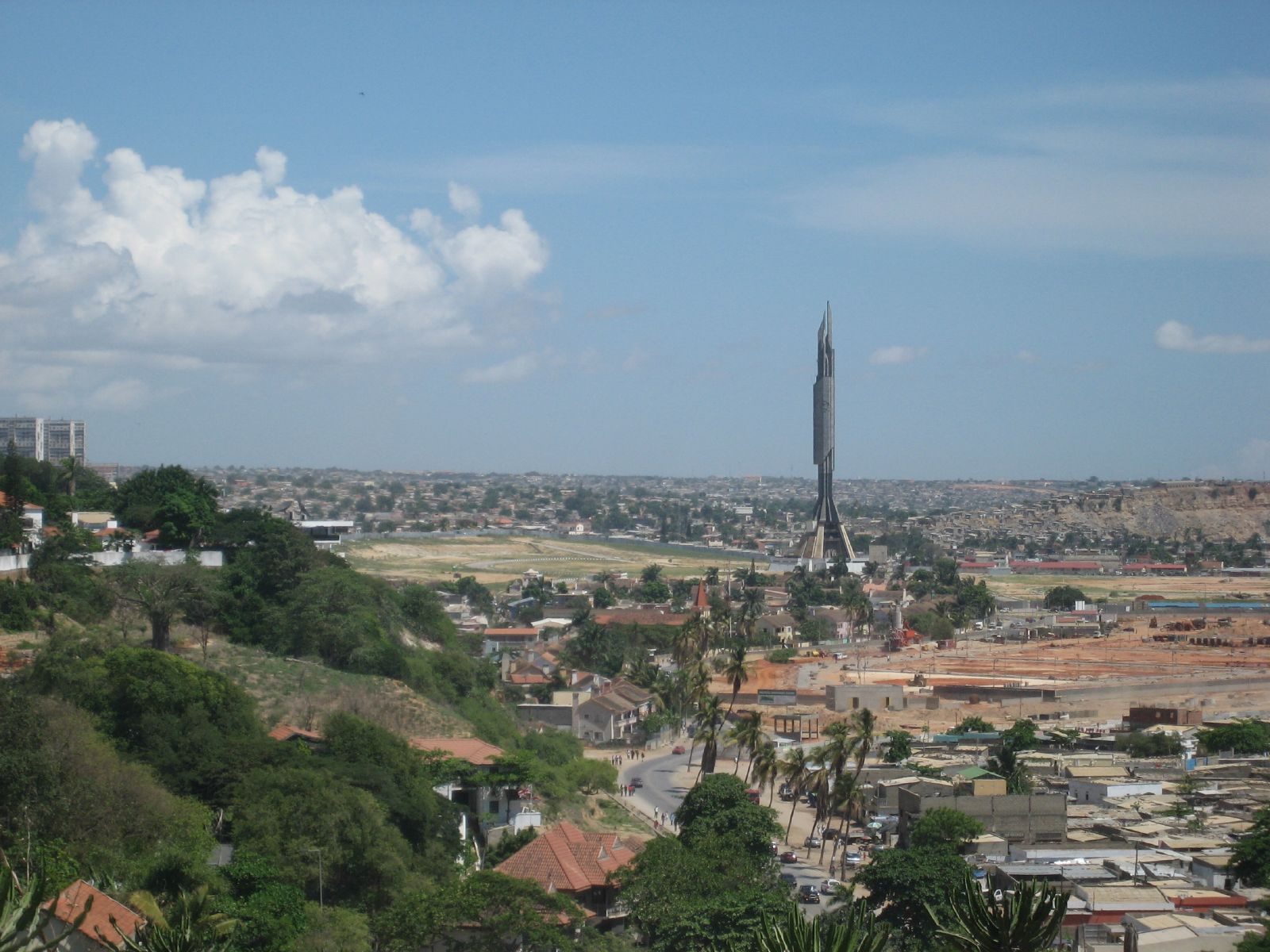
Mausolée d'Agostinho Neto, à Luanda.

Gravement malade, Neto est évacué vers Moscou pour être soigné. Il meurt le 10 septembre 1979. Trois pays non africains (Brésil, Portugal et Cuba) décrètent un deuil de trois jours en sa mémoire. Lúcio Lara, secrétaire général du MPLA, est le successeur attendu de Neto mais il ne souhaite pas devenir président et José Eduardo dos Santos succède à Neto aux postes de président du pays et de président du MPLA.
Sa mort ne lui aura pas permis d'aboutir à son projet de normalisation des rapports avec les États-Unis.
À la mort de Neto, son corps fut embaumé à Moscou, pour être ensuite installé dans un mausolée situé à Luanda.
Plusieurs aéroports portent son nom, dont l'aéroport international Agostinho-Neto à Pointe-Noire en république du Congo et l'aéroport Agostinho-Neto sur l'île de Santo Antão au Cap-Vert. En 1985, l'unique université publique angolaise choisit de prendre le nom d'université Agostinho-Neto.

## Poésie
Neto a publié le recueil de poésie Sagrada esperança en 1974.
Dans ses poésies, Agostinho Neto décrit le sens du pouvoir qui naît en lui : « Je n'ai plus d'espoir, je suis celui à travers qui l'espoir rayonne ». Ses poésies sont des déchaînements littéraires de liberté face au régime colonial, de prise de conscience du lien avec la terre qui rassemble tous les Angolais, et apporté sous forme de spiritualité collective : « Nos somos ».
Son œuvre est composée de trois publications : Espérance sacrée, L'impossible renoncement, L'aube. La première édition de cette trilogie, parue en 1986 et en trois langues contient des illustrations du peintre Antonio Pimentel Domingues.

## Prix et reconnaissances
- Grand-croix de l'ordre national du Mérite de la république de Guinée

## Vie privée
Il se marie en 1959 avec la Portugaise Maria Eugénia da Silva, devenue présidente de la Fondation Agostinho Neto.